# Dmitrij Cuckariew
Dmitrij Cuckariew (Дмитрий Цуцкарев), (ur. 1 stycznia 1976) – uzbecki pływak, uczestnik igrzysk olimpijskich w Sydney.

## Występy na igrzyskach olimpijskich
Dmitrij Cuckariew występował tylko na igrzyskach olimpijskich w Sydney. Startował na dystansie 200 m stylem motylkowym. W biegu eliminacyjnym uzyskał piąty rezultat z czasem 2:10,54 m. Wynik ten nie pozwolił mu na dalszą rywalizację. Został łącznie sklasyfikowany na 45. miejscu.